# Beat Street
Beat Street és una pel·lícula estatunidenca dirigida per Stan Lathan, estrenada l'any 1984. Ha estat doblada al català.

## Argument
Un petit grup de joves del Bronx volen fer-seun forat en el món del hip-hop. Kenny és un DJ prometedor, el seu petit germà Lee és un excel·lent breakdancer, Ramon és grafiter i Charlie s'ha donat un lloc de manager per Kenny.

## Comentari
Beat Street és una de les primeres pel·lícules consagrades al hip-hop, després Wild Estil i Style Wars. Produït per la MGM i per Harry Belafonte en la intenció evident d'estar la pel·lícula emblemàtica d'una generació musical, Beat Street vacil·la entre el fresc social (a la manera de Rocky o Febre del dissabte nit) i la pel·lícula d'iniciació (Flashdance, Dirty Dancing, Fame). Malgrat un guió poc políticament correcte, malgrat una imatge estètica, malgrat certes idees de realització incongruències (els graffiti han estat realitzats per pintors de decoracions, per exemple) i malgrat la presència d'actors professionals sense enllaç amb el món del Hip Hop com Rae Down Chong o Mary Alice, Beat Street arriba a mostrar l'essència del hip-hop en el que té de més entusiasmant. Les fronteres invisibles que separen «aquells de dalt» (Manhattan) de « de baix» (South Bronx) són molt ben vistes.

## Repartiment

### Papers principals
- Rae Dawn Chong: Tracy
- Guy Davis: Kenny
- Jon Chardiet: Ramon
- Robert Taylor: Lee
- Mary Alice: Cora
- Leon W. Grant: Chollie
- Saundra Santiago: Carmen

### Aparicions/performances
- Afrika Bambaataa (i els soulsonic force)
- El trio The Treacherous three
- Els membres del Rock Steady Crew i dels New York City Breakers
- Jazzy Jay
- Kool Moe Dee
- Kool Herc
- Brenda Starr
- el trio Us girls
- Melle Mel
- Bernard Fowler
- Melle Mel i els Furious Five.